# Marco Bacci
Marco Bacci (Milano, 19 luglio 1954) è uno scrittore, giornalista e critico cinematografico italiano.

## Biografia
Marco Bacci è nato a Milano nel 1954 e vi risiede. Ha lavorato come critico cinematografico per alcune testate, per le pagine milanesi di Repubblica e per il mensile Max. Ora scrive di cinema sul sito spettakolo.it e ogni tanto recensisce film a Piazza Verdi, sui Rai Radio3
A partire dal suo esordio nel 1986 con il romanzo Il pattinatore, ha pubblicato altri quattro romanzi e due raccolte di racconti spaziando tra i generi.
Suoi racconti sono apparsi in riviste e nelle due antologie Italiana dedicate agli scrittori emergenti edite da Mondadori negli anni novanta. In particolare in "Non fosse morto a Praga?" del '91 ha immaginato una sorta di prosieguo di La metamorfosi di Kafka.

## Opere

### Romanzi
- Il pattinatore, Milano, Mondadori, 1986 ISBN 88-04-29247-4.
- Settimo cielo, Milano, Rizzoli, 1988 ISBN 88-17-66036-1.
- Il bianco perfetto della neve, Milano, Leonardo, 1991 ISBN 88-355-0111-3.
- La fidanzata cinese, Milano, Leonardo, 1992 ISBN 88-355-0226-8.
- Giulia che mi sfugge, Milano, Baldini & Castoldi, 1998 ISBN 88-8089-392-0.

### Racconti
- Supervita, Venezia, Marsilio, 2006 ISBN 88-317-8932-5.
- Gli artificiali, Milano, 1000eunanotte, 2018 ISBN 9788885667075.

### Antologie
- Italiana: antologia dei nuovi narratori di AA. VV., Milano, Mondadori, 1991 ISBN 88-04-34924-7.
- Italiana: antologia dei nuovi narratori a cura di Edoardo Albinati, Milano, Mondadori, 1996 ISBN 88-04-41484-7.